# Анри II (Франция)
Анри II (на френски: Henri II) е крал на Франция от 31 юли 1547 г. до смъртта си.

## Произход и брак
Роден в кралския замък в Сен Жермен ан Ле на 31 март 1519 г. Анри е втори син на Франсоа I („Последния рицар“) и Клод Френска. След смъртта на по-големия си брат, Франсоа III, през 1536 г., Анри става дофин на Франция.
На 14 години през 1533 г. той се жени за италианката Катерина де Медичи, дъщеря на Лоренцо II де Медичи от Флорентинската република. Бракът с дъщерята на един от най-големите банкери на Западна Европа е продиктуван от нарастващите парични нужди, които изпитва френското кралско семейство. 
Анри има много любовници, но поддържа  дългогодишна любовна връзка с Диана дьо Поатие, 20 години по-възрастна от него придворна дама, с която е толкова близък, че я възприемат като некоронована кралица на Франция. Тя е известна с ролята си на меценат на изкуствата и като владетелка на замъка Шенонсо, който й е подарък от краля.

## Управление (1547 – 1559)
На 25 юли 1547 г. Анри II е коронован за френски крал в Реймс. Царуването му е изпълнено с войни срещу Хабсбургите и с преследвания срещу протестантската партия на хугенотите, продължавайки политиката на баща му в това отношение, Анри предприема жестоки репресии срещу тях като ги изгаря живи или им реже езиците. Дори самото подозрение за принадлежност към протестантската религия води до доживотен затвор.
На 13 март 1552 г. крал Анри II окупира Лотарингия. На 15 април 1552 г. Христина Датска е свалена като регентка и изгонена от херцогството. Единадесетгодишният херцог Карл III е заведен в Париж при кралския двор, регентството на Лотарингия отива при Никола дьо Лорен-Меркьор.
Анри II е страстен ловец и участва редовно в рицарски турнири. На 1 юли 1559 г. той празнува в рицарски турнир сключването на мирен договор с Испания в Льо Като Камбрези и сватбата на дъщеря си Елизабет Валоа с испанския крал Фелипе II. В турнирен двубой с граф Габриел дьо Монтгомъри, командир на неговата шотландска стража, Анри е тежко ранен – окото му е пронизано от счупеното копие на противника, при което е засегнат мозъкът му. Въпреки усилията на кралския лекар Амброаз Паре (на когото дори е наредено да изважда очи на затворници, за да изследва как действат различните видове лечение), на 10 юли Анри II умира в страшни мъки. Известно е, че в едно от най-известните си предсказания Нострадамус е отправил предупреждение към краля да се пази от необичайни дуели около 40-ата си годишнина, а при смъртта си Анри е 40-годишен.
Следващите близо 40 години са изпълнени с борби между синовете на Анри и другите претенденти за френската корона. 
На трона си той е наследен от най-големия си син Франсоа II.

## Деца
- Франсоа II, крал на Франция (1544 – 1560)
- Елизабет дьо Валоа, кралица на Испания (1545 – 1568)
- Клод дьо Валоа, хецогиня на Лотарингия (1547 – 1575)
- Луи, херцог на Орлеан (1549)
- Шарл IX, крал на Франция (1550 – 1574)
- Анри III, крал на Франция (1551 – 1589)
- Маргарита дьо Валоа, кралица на Франция и Навара (1553 – 1615)
- Франсоа д'Алансон, херцог на Анжу (1555 – 1584)
- Виктория Валоа (1556)
- Жана от Франция (1556), близначка на Виктория

## Галерия
- Семейството на Анри II
- Катерина де Медичи – съпруга
- Диана дьо Поатие –  фаворитка
- Франсоа II с Мария Стюарт
- Клод с Шарл Лотарингски
- Eлизабет и Филип II Испански
- Шарл IX и Елизабет
- Анри III
- Марго с Анри IV
- Франсоа д'Алансон
- Луи с близначките Виктория и Жана